# 宗像氏男
宗像 氏男（むなかた うじお）は、戦国時代の宗像大社79代大宮司。

## 略歴
永正9年（1512年）、宗像氏続または宗像氏佐の子として誕生。氏続の兄・宗像正氏（黒川隆尚）の養子となる。その後、大内義隆に仕え、偏諱を受け黒川 隆像（くろかわ たかかた）と改名する。
天文20年（1551年）9月1日、大寧寺の変で主君・義隆が自害したのに伴い殉死する。
氏雄と表記された文書も残る。